# Chiara (namn)

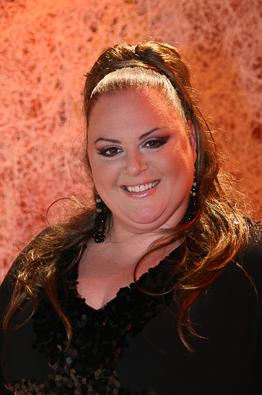
Chiara Siracusa, 2009.

Chiara är ett vanligt italienskt kvinnonamn.[källa behövs]
Den 31 december 2014 fanns det totalt 185 kvinnor folkbokförda i Sverige med namnet Chiara, varav 108 bar det som tilltalsnamn.
Namnsdag: saknas

## Personer med namnet Chiara
- Chiara d'Assisi, katolskt helgon
- Chiara Lubich, grundare av den katolska lekmannarörelsen Focolare
- Chiara Siracusa, maltesisk artist
- Chiara Zorzi, regent i hertigdömet Aten